# Polycyrtus bulbosus
Polycyrtus bulbosus là một loài tò vò trong họ Ichneumonidae.